# Grauer Laubholz-Dickleibspanner

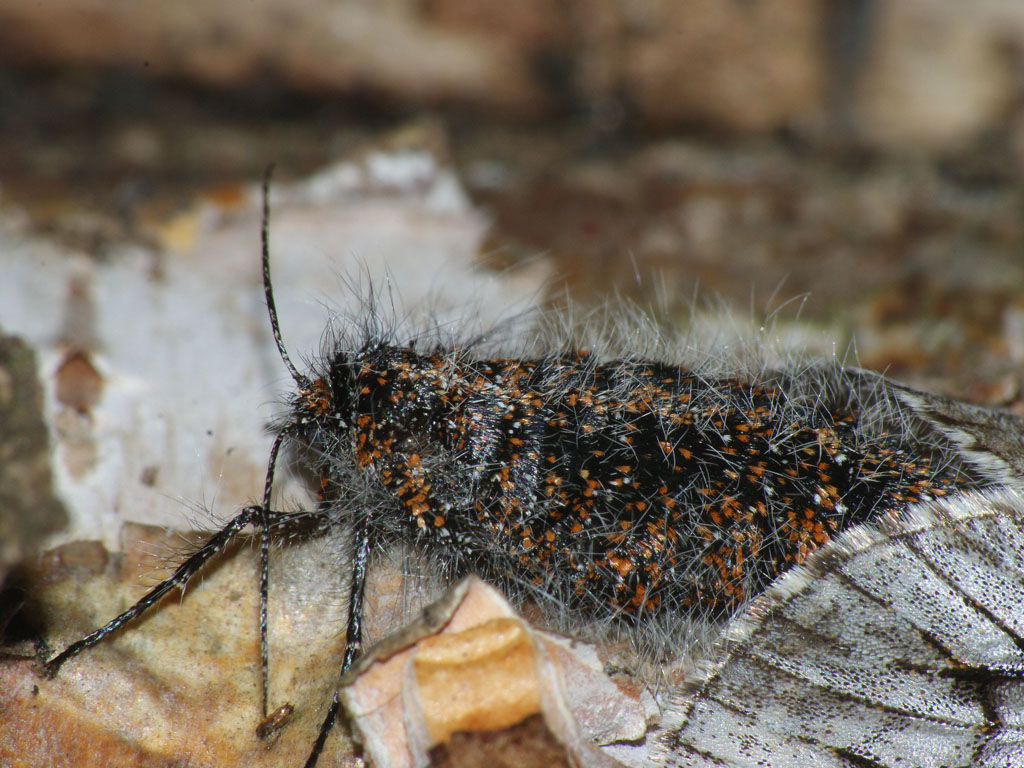
Weibchen

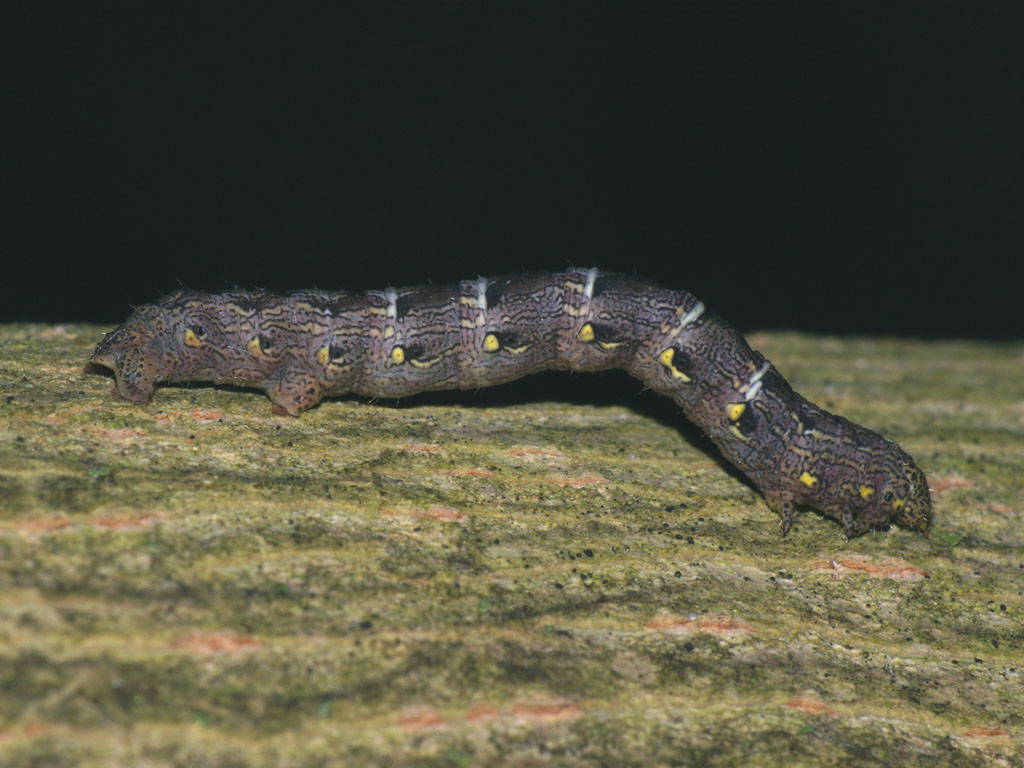
Raupe

Der Graue Laubholz-Dickleibspanner (Lycia pomonaria) ist ein Schmetterling (Nachtfalter) aus der Familie der Spanner (Geometridae). Der Artname leitet sich vom lateinischen Wort poma mit der Bedeutung „Obst“ ab und bezieht sich auf das gelegentliche Vorkommen der Raupen auf Obstbäumen.

## Merkmale
Die Falter erreichen eine Flügelspannweite von 27 bis 33 Millimetern. Zwischen den Geschlechtern besteht ein erheblicher Sexualdimorphismus. Die Flügel der Männchen sind weißgrau gefärbt, dünn beschuppt und pergamentartig. Die Adern sind schwarz bestäubt, die Fransen schwarz und weißgrau gescheckt. Auf der Vorderflügeloberseite heben sich zwei schwärzliche Querlinien sowie ein dunkler Mittelschatten meist undeutlich ab. Die flugunfähigen Weibchen besitzen nur sehr kurze schwarze Flügelstummel, die lanzettartig geformt sind. Der Körper ist lang weißlich und kurz orangerot behaart. Die Fühler der Männchen sind gekämmt und bei den Weibchen fadenförmig.

### Raupe
Ausgewachsene Raupen haben eine gelbgraue bis violett braune Farbe, von der sich der weißliche bis gelbliche Kragen sowie die gleichfarbigen Segmenteinschnitte abheben. Die gesamte Körperoberfläche ist mit sehr kleinen schwarzen Punkten überzogen. Die Rückenlinien sind zumeist in dunkelbraune Flecke aufgelöst. Der gelbe Seitenstreifen ist mehrfach unterbrochen. Die gelbbraune Kopfkapsel ist schwarz gepunktet.

### Ähnliche Arten
Die männlichen Falter von Lycia isabellae und Lycia lapponaria unterscheiden sich durch die einfarbig dunkelbraunen Fransen. Die Weibchen unterscheiden sich durch die längeren Flügelstummel.

## Verbreitung und Lebensraum
Das Verbreitungsgebiet des Grauen Laubholz-Dickleibspanner erstreckt sich von Mitteleuropa durch die gemäßigte Zone bis an die Küste des Japanischen Meeres. Im Osten Russlands und auf Kamtschatka ist sie durch die Unterart Lycia pomonaria nigricans vertreten. Die Art kommt noch nördlich des Polarkreises vor, fehlt jedoch im gesamten Mittelmeerraum. Sie fehlt auch in den Gebirgen. Hauptlebensraum sind lichte Laubwälder und Obstanbaugebiete sowie Gärten und Parkanlagen.

## Lebensweise
Die Falter sind nachtaktiv und fliegen  in einer Generation zwischen März und Mai. Nachts erscheinen sie an künstlichen Lichtquellen. Die Raupen ernähren sich von den Blättern verschiedener Laubbaumarten, dazu zählen u. a. Eichen (Quercus), Erlen (Alnus), Linden (Tilia), Birken (Betula), Schlehdorn (Prunus spinosa) sowie Obstbäume. Anfang des 20. Jahrhunderts trat die Art in Brandenburg schädlich an Linden auf. Die Puppe überwintert und überliegt zuweilen mehrere Jahre.
Gelegentlich treten Hybride mit anderen Vertretern der Gattung Lycia auf. Solche mit dem Schwarzfühler-Dickleibspanner (Lycia hirtaria) wurden als Biston pilzii Standfuß, 1904 beschrieben.